# 樋泉昌起
樋泉 正起（といずみ まさおき、1922年4月23日 - 2012年1月30日）は、日本の経営者、銀行家。山梨中央銀行頭取を務めた。

## 経歴
山梨県出身。1946年に早稲田大学法学部を卒業し、1947年に山梨中央銀行に入行。1977年6月に取締役に就任し、1978年6月に常務、1981年6月に専務、1982年6月に副頭取を経て、1983年6月に頭取に就任。1991年6月に会長に就任し、1995年6月から1997年6月までに取締役相談役を務めた。
1988年11月に藍綬褒章を受章し、1993年11月に勲四等旭日小綬章を受章。
2012年1月30日心筋梗塞のために死去。89歳没。